# Dudasowski Wierch
Der Dudasowski Wierch ist ein Berg in den polnischen Pogórze Spiskie, einem Gebirgszug der Pogórze Spisko-Gubałowskie, mit 1038 Metern Höhe über Normalnull. Auf dem Gipfel verläuft die polnisch-slowakische Grenze.

## Lage und Umgebung
Der Dudasowski Wierch liegt im Hauptkamm der Pogórze Spiskie. Südlich des Gipfels liegt der Gebirgsbach Łapszanka.

## Tourismus
Der Gipfel ist von allen umliegenden Ortschaften leicht auf markierten Wanderwegen erreichbar. Er liegt außerhalb des Tatra-Nationalparks.